# Draize-Test
Der Draize-Augenreizungstest (oder Kaninchenaugentest) ist ein seit 1944 angewandter Tierversuch in der Toxizitätsbestimmung, bei dem die zu prüfende Substanz in den Lidsack eines Kaninchenauges gegeben wird. Der Test dient der Prüfung einer möglichen reizenden Wirkung von Chemikalien auf das Auge. Substanzen, die wegen extremer pH-Werte oder auf Grund eines entsprechenden Befundes aus einem Hautreizungstest als ätzend anzusehen sind, dürfen in diesem Test nicht eingesetzt werden.
Der Test ist – nicht nur bei Tierversuchsgegnern – äußerst umstritten. Er konnte weitgehend durch den Hühnerei-Test an der Chorion-Allantois-Membran (HET-CAM) ersetzt werden. Auch mit der Spanischen Wegschnecke steht ein gleichwertiges Tiermodell zur Verfügung, welches auch rechtlichen Gesichtspunkten Rechnung trägt. Alternative In vitro Testverfahren, die impedanzspektroskopische Messungen an Zell-Modellen nutzen, sind Gegenstand der Forschung. Ziel dieser Arbeiten ist es den Draize-Test vollständig zu ersetzen.
Namensgeber des Tests ist der amerikanische Toxikologe John Henry Draize (1900–1992), der diesen Test 1944 entwickelte.